# Liste der denkmalgeschützten Objekte in Iselsberg-Stronach
Die Liste der denkmalgeschützten Objekte in Iselsberg-Stronach enthält die 3 unbeweglichen denkmalgeschützten Objekte der Gemeinde Iselsberg-Stronach im Bezirk Lienz (Tirol).

## Denkmäler
| Foto |                 | Denkmal                                                                      | Standort                                       | Beschreibung | Metadaten |
| ---- | --------------- | ---------------------------------------------------------------------------- | ---------------------------------------------- | --- | --- |
| ja   | Datei hochladen | Kath. Filialkirche hl. Schutzengel HERIS-ID: 6741 Objekt-ID: 2623 TKK: 18551 | gegenüber Iselsberg 20 Standort KG: Iselsberg  | Der kleine, einfache und großteils ungegliederte Langbau aus dem 18. Jahrhundert verfügt über einen polygonalen Schluss, nordseitigem Turm und einen Sakristeianbau. Das Innere der Kirche ist von der nazarenisch beeinflussten Umbauphase geprägt. | BDA-Hist.: Q37927444 Status: § 2a Stand der BDA-Liste: 2025-06-30 Name: Kath. Filialkirche hl. Schutzengel GstNr.: 666 Iselsberg, Kath. Filialkirche hl. Schutzengel |
| ja   | Datei hochladen | Burgruine Walchenstein HERIS-ID: 6743 TKK: 38669seit 2022                    | bei Stronach 6a Standort KG: Stronach          | | BDA-Hist.: Q98350200 Status: Bescheid Stand der BDA-Liste: 2025-06-30 Name: Burgruine Walchenstein GstNr.: 170, 171/2, 174 Ruine Walchenstein, Stronach              |
| ja   | Datei hochladen | Kapelle Mariae Heimsuchung HERIS-ID: 6742 Objekt-ID: 2624 TKK: 16930         | Stronach 19, in der Nähe Standort KG: Stronach | Die gotisierende Kapelle wurde 1899 auf Grund einer Stiftung errichtet. Der zweijochige Bau mit steilem Satteldach und abgesetztem polygonalem Chor beherbergt eine Lourdesgrotte mit kleiner Figurengruppe.                                         | BDA-Hist.: Q37927468 Status: § 2a Stand der BDA-Liste: 2025-06-30 Name: Lourdeskapelle GstNr.: .39 Stronach, Kapelle Mariae Heimsuchung                              |